# Diacónico
Se llama diacónico al lugar contiguo a la iglesia donde se conservan los vasos sagrados, los libros, las vestiduras sacerdotales, etc. 
También se guardan en esta sala las oblaciones de los fieles y algunas veces se conservaba también en él la Eucaristía. Cuando el obispo tenía que tratar algunas cosas secretas y negocios particulares, congregaba allí su clero. Por esto se le adscribió a este tal lugar el nombre de Secretarium. Había pues diacónicos tan espaciosos que en algunos de ellos se celebraron concilios. 
Durante los tres primeros siglos de la iglesia, era según lo hemos dicho en este lugar donde se conservaban las oblaciones de los fieles, que consistían algunas veces en muebles y regularmente en el dinero que provenía de todo lo que habían vendido. Los paganos buscaban con ardimiento estos tales Diacónicos a los que miraban como los tesoros de los cristianos. Después de que hubieron acabado las persecuciones, han servido estos sitios y lugares para encerrar y contener los vasos y ornamentos sagrados. También se le ha dado el nombre de sacristías.